# Litokoala
Litokoala — род вымерших сумчатых из семейства коаловых (Phascolarctidae). До сих пор были найдены лишь отдельные фрагменты представителей этого рода. Данные фрагменты относят к 6 различным видам литокоал, причём голотип типового вида L. kutjamarpensis  состоит лишь из задней части скулового отростка.
Litokoala обитали в середине миоцена (16—10 млн лет назад) в Риверслее в Квинсленде. В миоцене эта область была тропической средой обитания. Диета этого рода была более разнообразной, чем диета современных коал, на что указывают не спаянные симфизы зубов. Litokoala были в два раза меньше современных коал. Морфология черепа Litokoala занимает промежуточное положение между дошедшими до нас щёткохвостом и коалой, с незначительными отклонениями от обоих: характеристики задней части черепа сходны с Phascolarctos, в то время как передняя (лицевая) часть проявляет сходство с родом кузу. Этот род и Nimiokoala схожи в большинстве изученных анатомических особенностей. Выяснение точного филогенетического соотношения между родами Litokoala, Nimiokoala и современными коалами требует дополнительных материалов.

## Классификация
В род включают следующие вымершие виды:
- Litokoala dicktedfordi Pledge, 2010[2]
- Litokoala garyjohnstoni Louys et al., 2007[3]
- Litokoala kutjamarpensis Stirton et al., 1967typus
- Litokoala kanunkaensis Springer, 1987
- Litokoala thurmerae Pledge, 2010[2]
- Litokoala dicksmithi Black, Louys & Price 2013[4]